# Nico Rosberg
Nico Erik Rosberg (ur. 27 czerwca 1985 w Wiesbaden) – niemiecki (wcześniej fiński) kierowca wyścigowy. Syn fińskiego mistrza świata Formuły 1 – Keke Rosberga i Niemki Siny Rosberg. Jest żonaty z Vivian Sibold. Kierowca Formuły 1 w latach 2006-2016. Mistrz świata Formuły 1 w sezonie 2016, oraz dwukrotny wicemistrz w sezonach 2014 oraz 2015.

## Życiorys

### Początki kariery

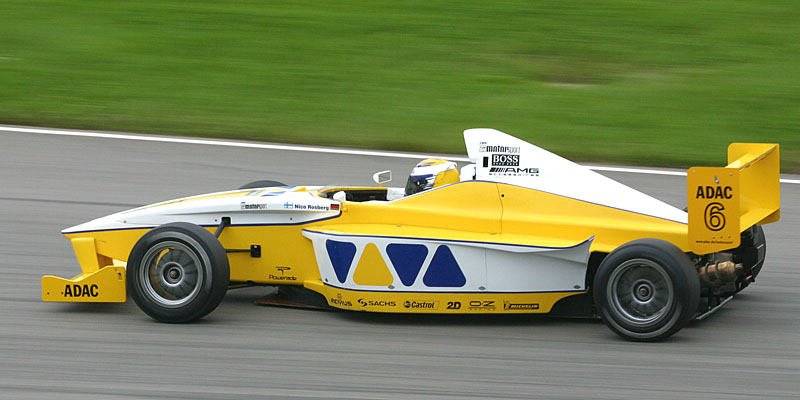
Nico Rosberg podczas zawodów Formuły BMW ADAC na torze Sachsenring

W 1996 roku Rosberg rozpoczął starty w kartingu, a w 2002 roku. przeniósł się do niemieckiej Formuły BMW. Wygrał tytuł w tej serii i przeniósł się do zespołu jego ojca startującego w Formule 3 Euro Series. Startował tam także w 2004 roku.

### Seria GP2 (2005)
W 2005 roku wystartował w pierwszym sezonie serii GP2. Broniąc barw zespołu ART Grand Prix wygrał 5 z 23 zorganizowanych rund. Jego najgroźniejszym rywalem był Heikki Kovalainen, ale to Niemiec zdobył tytuł mistrzowski sezonu 2005.

### Formuła 1

#### 2006–2009: Williams

##### 2006

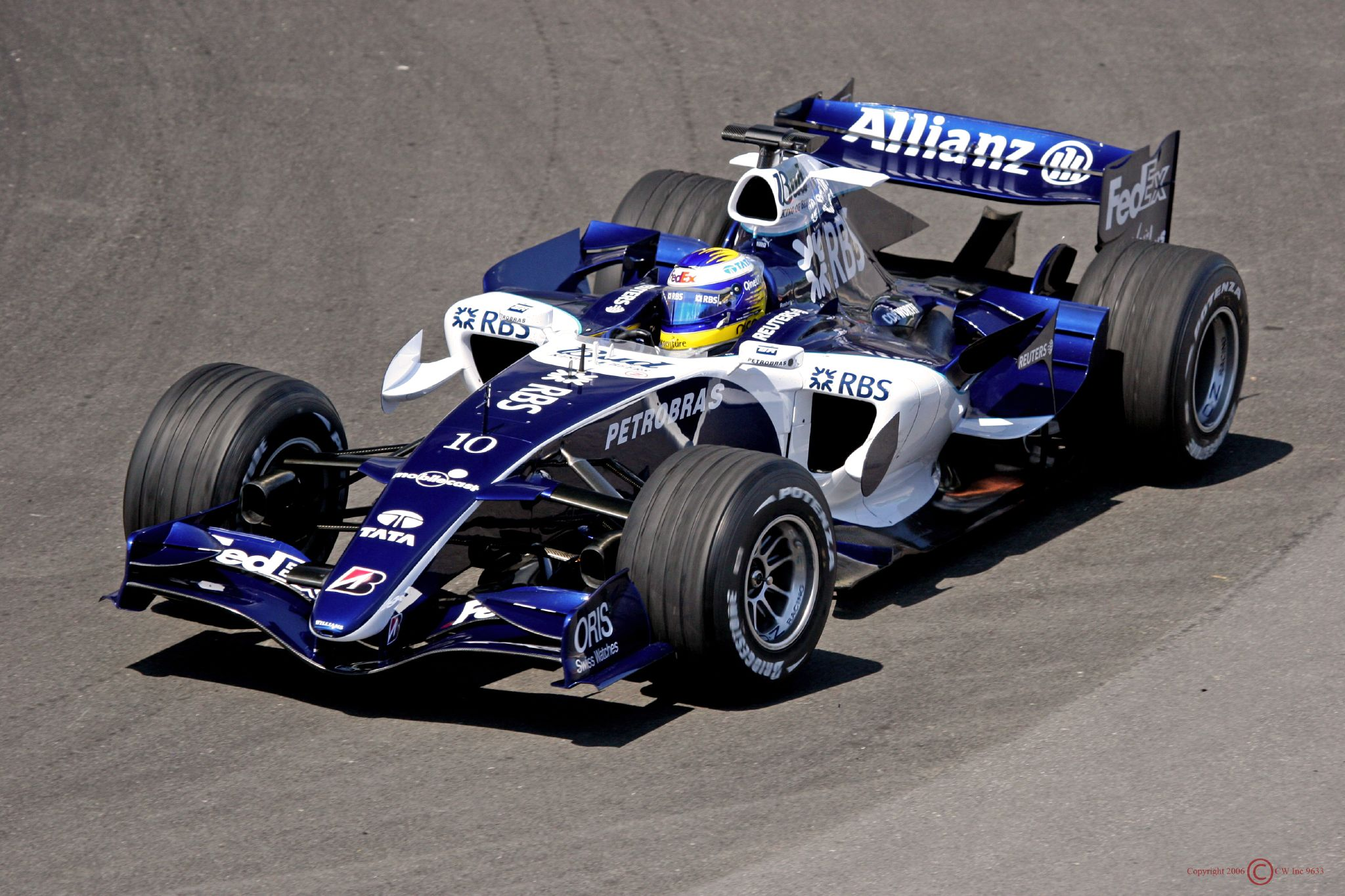
Nico Rosberg podczas Grand Prix Kanady (2006)

W kwietniu 2005 roku został ogłoszony kierowcą testowym zespołu Williams. W związku z powiązaniami Keke Rosberga z zespołem Franka Williamsa (Keke Rosberg zdobył w tym zespole tytuł mistrzowski), Rosberg był wiązany z posadą w zespole. Plotki zostały potwierdzone w listopadzie przy okazji ogłoszenia trzyletniego kontraktu.
Debiut podczas Grand Prix Bahrajnu był dla niego najlepszym wyścigiem sezonu – zakończył go na siódmym miejscu, zdobywając jednocześnie najszybsze okrążenie. Jednostki napędowe Coswortha, w które wyposażone były bolidy Williams FW28, były bardzo mocne, ale także bardzo zawodne. W wyniku ich awarii Rosberg nie ukończył połowy wyścigów. Poza pierwszą rundą, punktował jedynie w Grand Prix Europy, gdzie ponownie był siódmy. W klasyfikacji generalnej został sklasyfikowany siedemnastej pozycji z czterema punktami. Mark Webber, drugi kierowca zespołu, znalazł się na czternastej pozycji z trzema punktami więcej.

##### 2007
W sezonie 2007 partnerami Rosberga w napędzanych silnikami Toyoty bolidach Williamsa byli Alexander Wurz oraz Kazuki Nakajima. Sezon ten był już wyraźnie lepszy dla młodego Niemca. Pomimo że jego partner z teamu Alexander Wurz zdołał stanąć na podium, był przeważnie od niego lepszy, zarówno w kwalifikacjach, jak i w wyścigach. Punktując aż siedmiokrotnie zdołał uzbierać 20 punktów, co dało mu 9 pozycję w generalce.

##### 2008
W sezonie 2008 jego partnerem na stałe był już Japończyk Nakajima. 16 marca podczas inauguracji sezonu w Grand Prix Australii Rosberg po raz pierwszy w swojej karierze stanął na najniższym stopniu podium. W Grand Prix Malezji młody Niemiec, startując z 16 pola zajął 14. miejsce. Podczas Grand Prix Bahrajnu Rosberg zajął 8. miejsce. Z tej samej pozycji również startował. Rosberg nie ukończył wyścigu o Grand Prix Hiszpanii z powodu awarii silnika.
Podczas Grand Prix Singapuru po raz drugi w karierze zdobył podium. Ostatecznie sezon ukończył na 13 miejscu z dorobkiem 17 punktów.

##### 2009

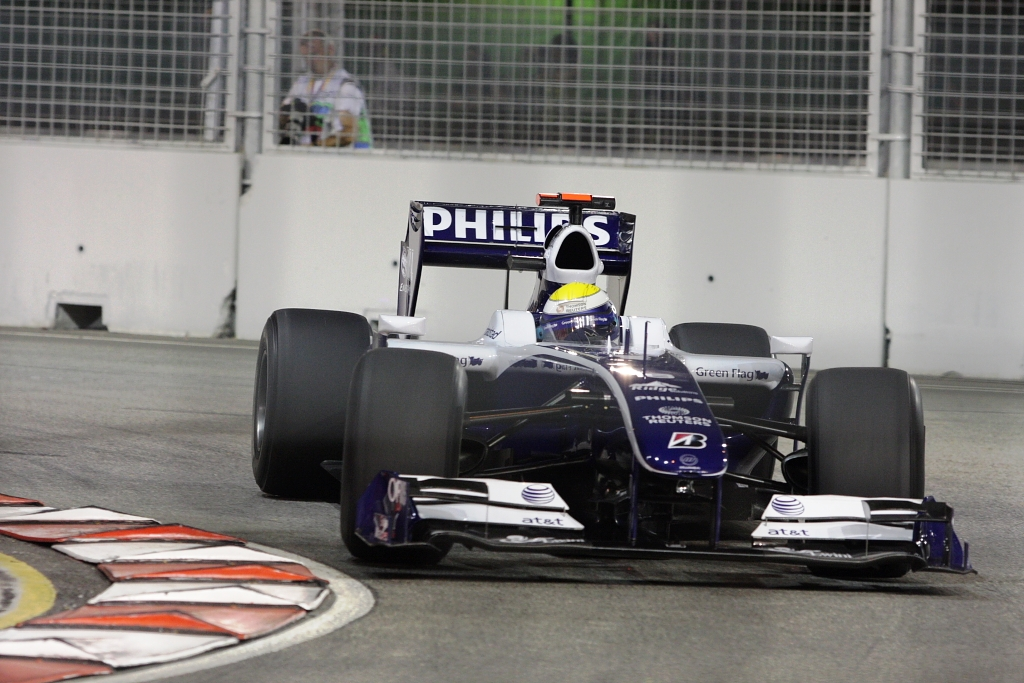
Nico Rosberg podczas Grand Prix Singapuru (2009)

W sezonie 2009 ponownie startował w zespole Williams. 29 października ogłosił, że po sezonie 2009 zakończy współpracę z zespołem. 23 listopada ogłoszono, że Rosberg w sezonie 2010 będzie kierowcą zespołu Mercedes GP.

#### Od 2010: Mercedes

##### 2010

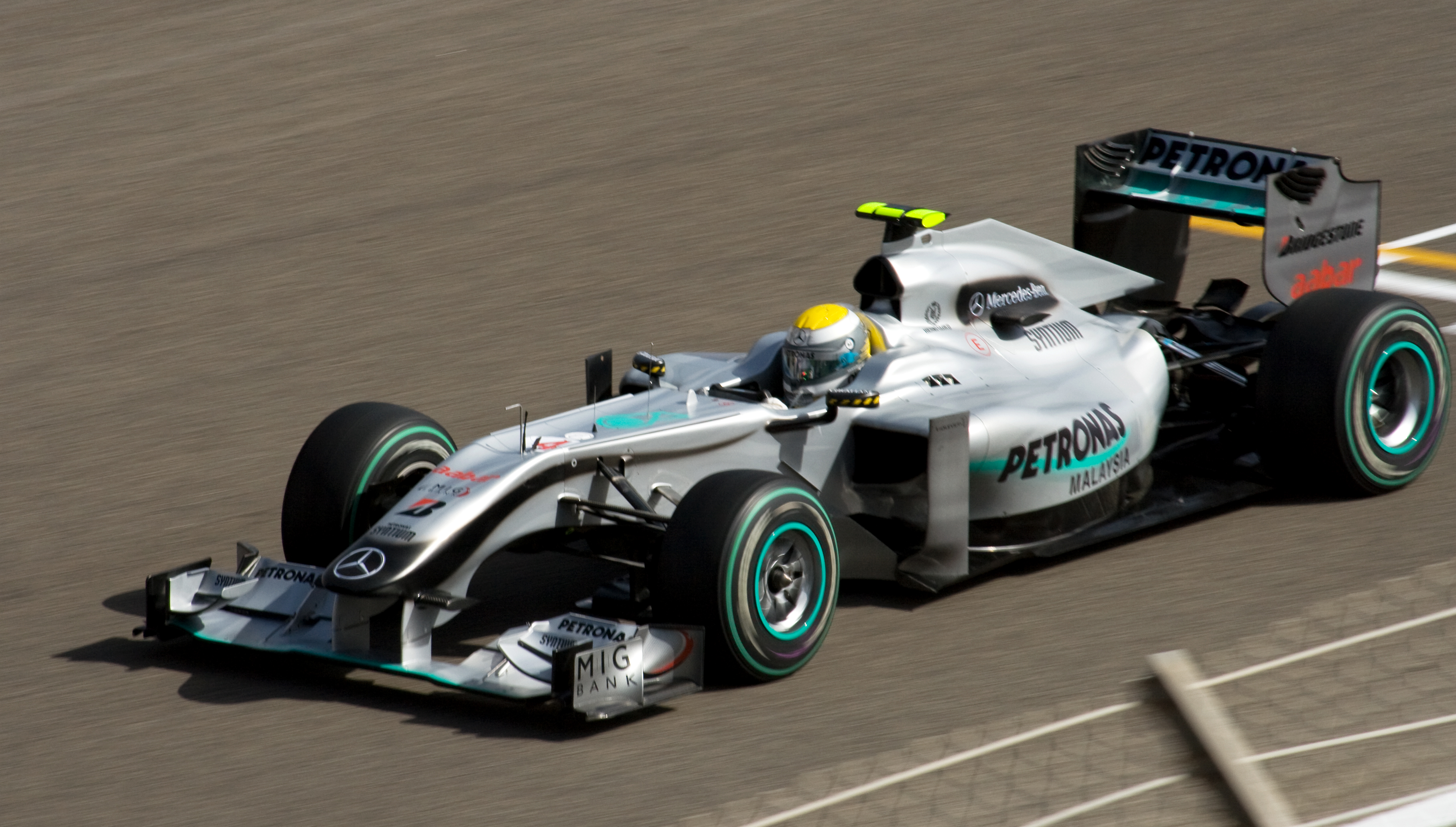
Nico Rosberg podczas Grand Prix Bahrajnu (2010)

W trzecim wyścigu sezonu 2010 – GP Malezji, Rosberg zdobył swoje pierwsze podium w Mercedesie, trzecie w karierze. W kolejnych wyścigach sezonu stawał jeszcze dwukrotnie na najniższym stopniu podium. Ukończył sezon na siódmym miejscu w klasyfikacji generalnej, czyli dwie pozycje przed swoim partnerem zespołowym Michaelem Schumacherem.

##### 2011
W sezonie 2011 zdobył 89 punktów uplasowało go ostatecznie ponownie na siódmym miejscu.

##### 2012
W sezonie 2012 Rosberg wygrał po raz pierwszy w karierze na torze w Szanghaju, zapewniając tym samym pierwsze od 1955 roku zwycięstwo Mercedesa jako konstruktora. Później stanął jeszcze na podium w swoim „domowym” Grand Prix Monako. Druga część sezonu był jednak dla niego dużo gorsza. Tylko sporadycznie plasował się w punktowanej pierwszej dziesiątce. Uzbierane 93 punkty pozwoliły mu zająć dziewiątą pozycję w końcowej klasyfikacji kierowców.

##### 2013
Przełom nastąpił w 2013 roku, kiedy to tylko dwukrotnie, na początku sezonu, Niemiec nie zdobywał punktów. Rzadko kiedy wypadał również z pierwszej czwórki w kwalifikacjach, zdobywając jednocześnie trzy razy pole position. Odniósł dwa zwycięstwa: w Monako oraz Wielkiej Brytanii oraz dodatkowo dwukrotnie stawał na niższych stopniach podium. Dorobek 171 punktów dał mu szóste miejsce w klasyfikacji generalnej.

##### 2014
Na sezon 2014 Niemiec przedłużył kontrakt z niemiecką ekipą. Zwyciężył łącznie w pięciu wyścigach sezonu. Stawał na najwyższym stopniu podium w Australii, Monako, Austrii, Niemczech i Brazylii. W pozostałych wyścigach (z wyjątkiem czterech) stawał na drugim stopniu podium. Został wicemistrzem, przegrywając tytuł z zespołowym partnerem, Lewisem Hamiltonem. Zdobył natomiast trofeum za największą liczbę zdobytych Pole position w sezonie, których to zdobył 11.

##### 2016
W roku 2016 Rosberg zdobył mistrzostwo świata Formuły 1. 2 grudnia Rosberg ogłosił zakończenie kariery ze skutkiem natychmiastowym.

## Wyniki

### GP2
| Legenda oznaczeń w tabelach wyników Wyświetl szablon na nowej stronie | Legenda oznaczeń w tabelach wyników Wyświetl szablon na nowej stronie                                                                     |
| Oznaczenie                                                            | Wyjaśnienie |
| --------------------------------------------------------------------- | --- |
| Złoty                                                                 | Zwycięzca lub mistrzostwo |
| Srebrny                                                               | 2. miejsce lub wicemistrzostwo |
| Brązowy                                                               | 3. miejsce lub II wicemistrzostwo |
| Zielony                                                               | Ukończył, punktował (w klasyfikacji generalnej, gdy zdobył co najmniej jeden punkt na przestrzeni sezonu, poza trzema powyższymi opcjami) |
| Niebieski                                                             | Ukończył, nie punktował (w klasyfikacji generalnej, gdy nie zdobył co najmniej jednego punktu na przestrzeni sezonu)                      |
| Czerwony                                                              | Nie zakwalifikował się (NZ) |
| Czerwony                                                              | Nie prekwalifikował się (NPK) |
| Różowy                                                                | Nie ukończył (NU) |
| Różowy                                                                | Niesklasyfikowany (NS) (w klasyfikacji generalnej, gdy nie został sklasyfikowany w żadnym wyścigu sezonu)                                 |
| Czarny                                                                | Zdyskwalifikowany (DK) |
| Czarny                                                                | Wykluczony (WYK/EX) |
| Biały                                                                 | Nie wystartował (NW) |
| Biały                                                                 | Kontuzjowany (K/INJ) |
| Biały                                                                 | Wyścig odwołany (OD/C) |
| Bez koloru                                                            | Został wycofany (WYC/WD) |
| Bez koloru                                                            | Nie przybył (NP/DNA) |
| Bez koloru                                                            | Nie brał udziału w treningach (NT/DNP) |
| Bez koloru                                                            | Nie został zgłoszony (–) |
| Pogrubienie                                                           | Start z pole position |
| Kursywa                                                               | Najszybsze okrążenie wyścigu |
| †                                                                     | Nie ukończył, ale jego rezultat został zaliczony ze względu na przejechanie więcej niż 90% dystansu wyścigu.                              |
| *                                                                     | Sezon w trakcie |
| 1/2/3                                                                 | Punktowana pozycja w sprincie kwalifikacyjnym                                                                                             |
| Lista systemów punktacji Formuły 1                                    | |

| Rok  | Zespół         | Wyniki w poszczególnych eliminacjach | Wyniki w poszczególnych eliminacjach | Wyniki w poszczególnych eliminacjach | Wyniki w poszczególnych eliminacjach | Wyniki w poszczególnych eliminacjach | Wyniki w poszczególnych eliminacjach | Wyniki w poszczególnych eliminacjach | Wyniki w poszczególnych eliminacjach | Wyniki w poszczególnych eliminacjach | Wyniki w poszczególnych eliminacjach | Wyniki w poszczególnych eliminacjach | Wyniki w poszczególnych eliminacjach | Wyniki w poszczególnych eliminacjach | Wyniki w poszczególnych eliminacjach | Wyniki w poszczególnych eliminacjach | Wyniki w poszczególnych eliminacjach | Wyniki w poszczególnych eliminacjach | Wyniki w poszczególnych eliminacjach | Wyniki w poszczególnych eliminacjach | Wyniki w poszczególnych eliminacjach | Wyniki w poszczególnych eliminacjach | Wyniki w poszczególnych eliminacjach | Wyniki w poszczególnych eliminacjach | Punkty | Pozycja |
| ---- | -------------- | ------------------------------------ | ------------------------------------ | ------------------------------------ | ------------------------------------ | ------------------------------------ | ------------------------------------ | ------------------------------------ | ------------------------------------ | ------------------------------------ | ------------------------------------ | ------------------------------------ | ------------------------------------ | ------------------------------------ | ------------------------------------ | ------------------------------------ | ------------------------------------ | ------------------------------------ | ------------------------------------ | ------------------------------------ | ------------------------------------ | ------------------------------------ | ------------------------------------ | ------------------------------------ | ------ | ------- |
| 2005 | ART Grand Prix | SMR                                  | SMR                                  | ESP                                  | ESP                                  | MON                                  | NÜR                                  | NÜR                                  | FRA                                  | FRA                                  | GBR                                  | GBR                                  | HOC                                  | HOC                                  | HUN                                  | HUN                                  | TUR                                  | TUR                                  | ITA                                  | ITA                                  | BEL                                  | BEL                                  | BHR                                  | BHR                                  | 120    | 1       |
| 2005 | ART Grand Prix | 8                                    | NU                                   | 9                                    | 4                                    | 3                                    | 3                                    | 4                                    | 7                                    | 1                                    | 1                                    | 4                                    | 1                                    | 4                                    | 5                                    | 2                                    | 17                                   | 3                                    | 2                                    | 2                                    | 3                                    | 5                                    | 1                                    | 1                                    | 120    | 1       |

### Formuła 1
| Legenda oznaczeń w tabelach wyników Wyświetl szablon na nowej stronie | Legenda oznaczeń w tabelach wyników Wyświetl szablon na nowej stronie                                                                     |
| Oznaczenie                                                            | Wyjaśnienie |
| --------------------------------------------------------------------- | --- |
| Złoty                                                                 | Zwycięzca lub mistrzostwo |
| Srebrny                                                               | 2. miejsce lub wicemistrzostwo |
| Brązowy                                                               | 3. miejsce lub II wicemistrzostwo |
| Zielony                                                               | Ukończył, punktował (w klasyfikacji generalnej, gdy zdobył co najmniej jeden punkt na przestrzeni sezonu, poza trzema powyższymi opcjami) |
| Niebieski                                                             | Ukończył, nie punktował (w klasyfikacji generalnej, gdy nie zdobył co najmniej jednego punktu na przestrzeni sezonu)                      |
| Czerwony                                                              | Nie zakwalifikował się (NZ) |
| Czerwony                                                              | Nie prekwalifikował się (NPK) |
| Różowy                                                                | Nie ukończył (NU) |
| Różowy                                                                | Niesklasyfikowany (NS) (w klasyfikacji generalnej, gdy nie został sklasyfikowany w żadnym wyścigu sezonu)                                 |
| Czarny                                                                | Zdyskwalifikowany (DK) |
| Czarny                                                                | Wykluczony (WYK/EX) |
| Biały                                                                 | Nie wystartował (NW) |
| Biały                                                                 | Kontuzjowany (K/INJ) |
| Biały                                                                 | Wyścig odwołany (OD/C) |
| Bez koloru                                                            | Został wycofany (WYC/WD) |
| Bez koloru                                                            | Nie przybył (NP/DNA) |
| Bez koloru                                                            | Nie brał udziału w treningach (NT/DNP) |
| Bez koloru                                                            | Nie został zgłoszony (–) |
| Pogrubienie                                                           | Start z pole position |
| Kursywa                                                               | Najszybsze okrążenie wyścigu |
| †                                                                     | Nie ukończył, ale jego rezultat został zaliczony ze względu na przejechanie więcej niż 90% dystansu wyścigu.                              |
| *                                                                     | Sezon w trakcie |
| 1/2/3                                                                 | Punktowana pozycja w sprincie kwalifikacyjnym                                                                                             |
| Lista systemów punktacji Formuły 1                                    | |

| Sezon | Zespół                        | Samochód                     | Pozycje startowe / w wyścigach | Pozycje startowe / w wyścigach | Pozycje startowe / w wyścigach | Pozycje startowe / w wyścigach | Pozycje startowe / w wyścigach | Pozycje startowe / w wyścigach | Pozycje startowe / w wyścigach | Pozycje startowe / w wyścigach | Pozycje startowe / w wyścigach | Pozycje startowe / w wyścigach | Pozycje startowe / w wyścigach | Pozycje startowe / w wyścigach | Pozycje startowe / w wyścigach | Pozycje startowe / w wyścigach | Pozycje startowe / w wyścigach | Pozycje startowe / w wyścigach | Pozycje startowe / w wyścigach | Pozycje startowe / w wyścigach | Pozycje startowe / w wyścigach | Pozycje startowe / w wyścigach | Pozycje startowe / w wyścigach |
| Sezon | Zespół                        | Silnik                       | 1                              | 2                              | 3                              | 4                              | 5                              | 6                              | 7                              | 8                              | 9                              | 10                             | 11                             | 12                             | 13                             | 14                             | 15                             | 16                             | 17                             | 18                             | 19                             | 20                             | 21                             |
| 2006  |                               |                              | Bahrajn                        | Malezja                        | Australia                      | San Marino                     | Unia Europejska                | Hiszpania                      | Monako                         | Wielka Brytania                | Kanada                         | Stany Zjednoczone              | Francja                        | Niemcy                         | Węgry                          | Turcja                         | Włochy                         |                                | Japonia                        | Brazylia                       |                                |                                |                                |
| ----- | ----------------------------- | ---------------------------- | ------------------------------ | ------------------------------ | ------------------------------ | ------------------------------ | ------------------------------ | ------------------------------ | ------------------------------ | ------------------------------ | ------------------------------ | ------------------------------ | ------------------------------ | ------------------------------ | ------------------------------ | ------------------------------ | ------------------------------ | ------------------------------ | ------------------------------ | ------------------------------ | ------------------------------ | ------------------------------ | ------------------------------ |
| 2006  | AT&T WilliamsF1 Team          | Williams FW28                | 12                             | 3                              | 15                             | 13                             | 12                             | 13                             | 8                              | 12                             | 6                              | 19                             | 9                              | 15                             | 18                             | 15                             | 12                             | 16                             | 10                             | 13                             |                                |                                |                                |
| 2006  | AT&T WilliamsF1 Team          | Toyota RVX-06                | 7                              | NU                             | NU                             | 11                             | 7                              | 11                             | NU                             | 9                              | NU                             | NU                             | 14                             | NU                             | NU                             | NU                             | NU                             | 11                             | 10                             | NU                             |                                |                                |                                |
| 2007  |                               |                              | Australia                      | Malezja                        | Bahrajn                        | Hiszpania                      | Monako                         | Kanada                         | Stany Zjednoczone              | Francja                        | Wielka Brytania                | Unia Europejska                | Węgry                          | Turcja                         | Włochy                         | Belgia                         | Japonia                        |                                | Brazylia                       |                                |                                |                                |                                |
| 2007  | AT&T WilliamsF1 Team          | Williams FW29                | 12                             | 6                              | 10                             | 11                             | 5                              | 7                              | 14                             | 9                              | 17                             | 11                             | 4                              | 8                              | 8                              | 6                              | 6                              | 16                             | 10                             |                                |                                |                                |                                |
| 2007  | AT&T WilliamsF1 Team          | Toyota RVX-07                | 7                              | NU                             | 10                             | 6                              | 12                             | 10                             | 16†                            | 9                              | 12                             | NU                             | 7                              | 7                              | 6                              | 6                              | NU                             | 16                             | 4                              |                                |                                |                                |                                |
| 2008  |                               |                              | Australia                      | Malezja                        | Bahrajn                        | Hiszpania                      | Turcja                         | Monako                         | Kanada                         | Francja                        | Wielka Brytania                | Niemcy                         | Węgry                          | Unia Europejska                | Belgia                         | Włochy                         | Singapur                       | Japonia                        |                                | Brazylia                       |                                |                                |                                |
| 2008  | AT&T WilliamsF1 Team          | Williams FW30                | 7                              | 16                             | 8                              | 15                             | 11                             | 6                              | 5                              | 19                             | 18                             | 13                             | 14                             | 9                              | 15                             | 5                              | 8                              | 15                             | 14                             | 18                             |                                |                                |                                |
| 2008  | AT&T WilliamsF1 Team          | Toyota RVX-08                | 3                              | 14                             | 8                              | NU                             | 8                              | NU                             | 10                             | 16                             | 9                              | 10                             | 14                             | 8                              | 12                             | 14                             | 2                              | 11                             | 15                             | 12                             |                                |                                |                                |
| 2009  |                               |                              | Australia                      | Malezja                        |                                | Bahrajn                        | Hiszpania                      | Monako                         | Turcja                         | Wielka Brytania                | Niemcy                         | Węgry                          | Unia Europejska                | Belgia                         | Włochy                         | Singapur                       | Japonia                        | Brazylia                       |                                |                                |                                |                                |                                |
| 2009  | AT&T WilliamsF1 Team          | Williams FW31                | 5                              | 4                              | 7                              | 9                              | 9                              | 6                              | 9                              | 7                              | 15                             | 5                              | 7                              | 10                             | 18                             | 3                              | 7                              | 7                              | 9                              |                                |                                |                                |                                |
| 2009  | AT&T WilliamsF1 Team          | Toyota RVX-09                | 6                              | 8                              | 15                             | 9                              | 8                              | 6                              | 5                              | 5                              | 4                              | 4                              | 5                              | 8                              | 16                             | 11                             | 5                              | NU                             | 9                              |                                |                                |                                |                                |
| 2010  |                               |                              | Bahrajn                        | Australia                      | Malezja                        |                                | Hiszpania                      | Monako                         | Turcja                         | Kanada                         | Unia Europejska                | Wielka Brytania                | Niemcy                         | Węgry                          | Belgia                         | Włochy                         | Singapur                       | Japonia                        | Korea Południowa               | Brazylia                       |                                |                                |                                |
| 2010  | Mercedes GP Petronas F1 Team  | Mercedes MGP W01             | 5                              | 6                              | 2                              | 4                              | 8                              | 6                              | 6                              | 10                             | 12                             | 5                              | 9                              | 6                              | 14                             | 7                              | 7                              | 6                              | 5                              | 13                             | 9                              |                                |                                |
| 2010  | Mercedes GP Petronas F1 Team  | Mercedes-Benz FO108X 2,4l V8 | 5                              | 5                              | 3                              | 3                              | 13                             | 7                              | 5                              | 6                              | 10                             | 3                              | 8                              | NU                             | 6                              | 5                              | 5                              | 17†                            | NU                             | 6                              | 4                              |                                |                                |
| 2011  |                               |                              | Australia                      | Malezja                        |                                | Turcja                         | Hiszpania                      | Monako                         | Kanada                         | Unia Europejska                | Wielka Brytania                | Niemcy                         | Węgry                          | Belgia                         | Włochy                         | Singapur                       | Japonia                        | Korea Południowa               | Indie                          |                                | Brazylia                       |                                |                                |
| 2011  | Mercedes GP Petronas F1 Team  | Mercedes MGP W02             | 7                              | 9                              | 4                              | 3                              | 7                              | 7                              | 6                              | 7                              | 9                              | 6                              | 7                              | 5                              | 9                              | 7                              | 23                             | 7                              | 7                              | 7                              | 6                              |                                |                                |
| 2011  | Mercedes GP Petronas F1 Team  | Mercedes FO108Y 2,4l V8      | NU                             | 12                             | 5                              | 5                              | 7                              | 11                             | 11                             | 7                              | 6                              | 7                              | 9                              | 6                              | NU                             | 7                              | 10                             | 8                              | 6                              | 6                              | 7                              |                                |                                |
| 2012  |                               |                              | Australia                      | Malezja                        |                                | Bahrajn                        | Hiszpania                      | Monako                         | Kanada                         | Unia Europejska                | Wielka Brytania                | Niemcy                         | Węgry                          | Belgia                         | Włochy                         | Singapur                       | Japonia                        | Korea Południowa               | Indie                          |                                | Stany Zjednoczone              | Brazylia                       |                                |
| 2012  | Mercedes AMG Petronas F1 Team | Mercedes MGP W03             | 7                              | 7                              | 1                              | 5                              | 6                              | 2                              | 5                              | 6                              | 13                             | 22                             | 13                             | 23                             | 7                              | 10                             | 13                             | 9                              | 10                             | 7                              | 17                             | 9                              |                                |
| 2012  | Mercedes AMG Petronas F1 Team | Mercedes FO108Z 2,4l V8      | 12                             | 13                             | 1                              | 5                              | 7                              | 2                              | 6                              | 6                              | 15                             | 10                             | 10                             | 11                             | 7                              | 5                              | NU                             | NU                             | 11                             | NU                             | 13                             | 15                             |                                |
| 2013  |                               |                              | Australia                      | Malezja                        |                                | Bahrajn                        | Hiszpania                      | Monako                         | Kanada                         | Wielka Brytania                | Niemcy                         | Węgry                          | Belgia                         | Włochy                         | Singapur                       | Korea Południowa               | Japonia                        | Indie                          |                                | Stany Zjednoczone              | Brazylia                       |                                |                                |
| 2013  | Mercedes AMG Petronas F1 Team | Mercedes MGP W04             | 6                              | 6                              | 4                              | 1                              | 1                              | 1                              | 4                              | 2                              | 11                             | 4                              | 4                              | 6                              | 2                              | 4                              | 6                              | 2                              | 3                              | 12                             | 2                              |                                |                                |
| 2013  | Mercedes AMG Petronas F1 Team | Mercedes FO108F 2,4l V8      | NU                             | 4                              | NU                             | 9                              | 6                              | 1                              | 5                              | 1                              | 9                              | 19†                            | 4                              | 6                              | 4                              | 7                              | 8                              | 2                              | 3                              | 9                              | 5                              |                                |                                |
| 2014  |                               |                              | Australia                      | Malezja                        | Bahrajn                        |                                | Hiszpania                      | Monako                         | Kanada                         | Austria                        | Wielka Brytania                | Niemcy                         | Węgry                          | Belgia                         | Włochy                         | Singapur                       | Japonia                        | Rosja                          | Stany Zjednoczone              | Brazylia                       |                                |                                |                                |
| 2014  | Mercedes AMG Petronas F1 Team | Mercedes F1 W05              | 3                              | 3                              | 1                              | 4                              | 2                              | 1                              | 1                              | 3                              | 1                              | 1                              | 1                              | 1                              | 2                              | 2                              | 1                              | 2                              | 1                              | 1                              | 1                              |                                |                                |
| 2014  | Mercedes AMG Petronas F1 Team | Mercedes PU106A 1.6T V6      | 1                              | 2                              | 2                              | 2                              | 2                              | 1                              | 2                              | 1                              | NU                             | 1                              | 4                              | 2                              | 2                              | NU                             | 2                              | 2                              | 2                              | 1                              | 14                             |                                |                                |
| 2015  |                               |                              | Australia                      | Malezja                        |                                | Bahrajn                        | Hiszpania                      | Monako                         | Kanada                         | Austria                        | Wielka Brytania                | Węgry                          | Belgia                         | Włochy                         | Singapur                       | Japonia                        | Rosja                          | Stany Zjednoczone              | Meksyk                         | Brazylia                       |                                |                                |                                |
| 2015  | Mercedes AMG Petronas F1 Team | Mercedes F1 W06              | 2                              | 3                              | 2                              | 3                              | 1                              | 2                              | 2                              | 2                              | 2                              | 2                              | 2                              | 4                              | 6                              | 1                              | 1                              | 1                              | 1                              | 1                              | 1                              |                                |                                |
| 2015  | Mercedes AMG Petronas F1 Team | Mercedes PU106A 1.6T V6      | 2                              | 3                              | 2                              | 3                              | 1                              | 1                              | 2                              | 1                              | 2                              | 8                              | 2                              | 17†                            | 4                              | 2                              | NU                             | 2                              | 1                              | 1                              | 1                              |                                |                                |
| 2016  |                               |                              | Australia                      | Bahrajn                        |                                | Rosja                          | Hiszpania                      | Monako                         | Kanada                         | Unia Europejska                | Austria                        | Wielka Brytania                | Węgry                          | Niemcy                         | Belgia                         | Włochy                         | Singapur                       | Malezja                        | Japonia                        | Stany Zjednoczone              | Meksyk                         | Brazylia                       |                                |
| 2016  | Mercedes AMG Petronas F1 Team | Mercedes F1 W07 Hybrid       | 2                              | 2                              | 1                              | 1                              | 2                              | 2                              | 2                              | 1                              | 6                              | 2                              | 1                              | 1                              | 1                              | 2                              | 1                              | 2                              | 1                              | 2                              | 2                              | 2                              | 2                              |
| 2016  | Mercedes AMG Petronas F1 Team | Mercedes PU106A 1.6T V6      | 1                              | 1                              | 1                              | 1                              | NU                             | 7                              | 5                              | 1                              | 4                              | 3                              | 2                              | 4                              | 1                              | 1                              | 1                              | 3                              | 1                              | 2                              | 2                              | 2                              | 2                              |

## Rekordy
| Rekord                                   | Czas            |
| ---------------------------------------- | --------------- |
| Rekord toru Autódromo Hermanos Rodríguez | 1:20.521 (2015) |
| Rekord toru Baku City Circuit            | 1:46.485 (2016) |
| Rekord toru Sochi Autodrom               | 1:39.094 (2016) |